# Finder Darts Masters 2015
De Finder Darts Masters 2015, voorheen de Zuiderduin Masters, is de dertiende editie van de Finder Darts Masters, georganiseerd door de BDO en de WDF. Het toernooi werd gehouden van 4 tot en met 6 december in het Zuiderduin Hotel, Egmond aan Zee.
Titelverdediger bij de heren was Jamie Hughes. Hij wist vorig jaar de titel te winnen door in de finale Gary Robson met 5–0 te verslaan.
Bij de heren wist Glen Durrant het toernooi voor de eerste keer te winnen door in de finale Martin Adams met 11–6 te verslaan.

## Heren

### Gekwalificeerde spelers
Het deelnemersveld van de heren bestaat uit 24 spelers. Via de Finder Darts Masters Ranking hebben top-16 zich gekwalificeerd. Hiervan hebben de nummer 1 tot en met 8 een seeding. De organisatie heeft verder 6 wildcards uitgedeeld. Ook waren er twee plekken te vergeven door middel van kwalificatietoernooien.  
De volgende spelers nemen deel aan de Finder Darts Masters 2015 heren:

#### Finder Darts Masters Ranking
1. Wesley Harms (1)
2. Martin Adams (2)
3. Scott Mitchell (3)
4. Jeffrey de Graaf (4)
5. Glen Durrant (5)
6. Darryl Fitton (6)
7. Geert De Vos (7)
8. Jamie Hughes (8)
9. Scott Waites
10. Richard Veenstra
11. Ross Montgomery
12. Madars Razma
13. Pip Blackwell
14. Tony O'Shea
15. Martin Phillips
16. Gary Robson

#### Wildcard
- Brian Dawson
- Remco van Eijden
- Andy Fordham
- James Hurrell
- Darius Labanauskas
- Jim Williams

#### Qualifiers
- Frans Harmsen
- Danny Noppert

### Groepsfase
- Alle wedstrijden first-to-5/best of 9 legs
- NB: G = Gespeeld; W = Gewonnen; V = Verloren; LV = Legs Voor; LT = Legs Tegen; Saldo = LV-LT

| Legenda kleuren in de tabellen                |
| --------------------------------------------- |
| Groepswinnaars gaan door naar de kwartfinale. |
| Uitgeschakeld                                 |

#### Groep A
| Datum  | Speler       | Score | Speler        |
| ------ | ------------ | ----- | ------------- |
| 4 dec. | Jim Williams | 4 – 5 | James Hurrell |
| 5 dec. | Wesley Harms | 3 – 5 | Jim Williams  |
| 5 dec. | Wesley Harms | 5 – 3 | James Hurrell |

| Nr. | Speler           | Wedstrijden | Wedstrijden | Wedstrijden | Legs | Legs | Legs  | Punten |
| --- | ---------------- | ----------- | ----------- | ----------- | ---- | ---- | ----- | ------ |
| Nr. | Speler           | G           | W           | V           | LV   | LT   | Saldo | Punten |
| 1   | Jim Williams     | 2           | 1           | 1           | 8    | 7    | +1    | 2      |
| 2   | (2) Wesley Harms | 2           | 1           | 1           | 8    | 8    | 0     | 2      |
| 3   | James Hurrell    | 2           | 1           | 1           | 8    | 9    | -1    | 2      |

#### Groep B
| Datum  | Speler       | Score | Speler       |
| ------ | ------------ | ----- | ------------ |
| 4 dec. | Brian Dawson | 5 – 3 | Andy Fordham |
| 5 dec. | Jamie Hughes | 3 – 5 | Andy Fordham |
| 5 dec. | Jamie Hughes | 5 – 4 | Brian Dawson |

| Nr. | Speler           | Wedstrijden | Wedstrijden | Wedstrijden | Legs | Legs | Legs  | Punten |
| --- | ---------------- | ----------- | ----------- | ----------- | ---- | ---- | ----- | ------ |
| Nr. | Speler           | G           | W           | V           | LV   | LT   | Saldo | Punten |
| 1   | Brian Dawson     | 3           | 1           | 1           | 9    | 8    | +1    | 2      |
| 2   | (8) Jamie Hughes | 3           | 1           | 1           | 8    | 9    | -1    | 2      |
| 3   | Andy Fordham     | 3           | 1           | 1           | 8    | 8    | 0     | 2      |

#### Groep C
| Datum  | Speler       | Score | Speler       |
| ------ | ------------ | ----- | ------------ |
| 4 dec. | Madars Razma | 1 – 5 | Scott Waites |
| 5 dec. | Glen Durrant | 5 – 1 | Madars Razma |
| 5 dec. | Glen Durrant | 5 – 3 | Scott Waites |

| Nr. | Speler           | Wedstrijden | Wedstrijden | Wedstrijden | Legs | Legs | Legs  | Punten |
| --- | ---------------- | ----------- | ----------- | ----------- | ---- | ---- | ----- | ------ |
| Nr. | Speler           | G           | W           | V           | LV   | LT   | Saldo | Punten |
| 1   | (5) Glen Durrant | 2           | 2           | 0           | 10   | 4    | +6    | 4      |
| 2   | Scott Waites     | 2           | 1           | 1           | 8    | 6    | +2    | 2      |
| 3   | Madars Razma     | 2           | 0           | 2           | 2    | 10   | -8    | 0      |

#### Groep D
| Datum  | Speler           | Score | Speler          |
| ------ | ---------------- | ----- | --------------- |
| 4 dec. | Martin Phillips  | 5 – 2 | Pip Blackwell   |
| 5 dec. | Jeffrey de Graaf | 3 – 5 | Pip Blackwell   |
| 5 dec. | Jeffrey de Graaf | 5 – 4 | Martin Phillips |

| Nr. | Speler               | Wedstrijden | Wedstrijden | Wedstrijden | Legs | Legs | Legs  | Punten |
| --- | -------------------- | ----------- | ----------- | ----------- | ---- | ---- | ----- | ------ |
| Nr. | Speler               | G           | W           | V           | LV   | LT   | Saldo | Punten |
| 1   | Martin Phillips      | 2           | 1           | 1           | 9    | 7    | +2    | 2      |
| 2   | (4) Jeffrey de Graaf | 2           | 1           | 1           | 8    | 9    | -1    | 2      |
| 3   | Pip Blackwell        | 2           | 1           | 1           | 8    | 9    | -1    | 2      |

#### Groep E
| Datum  | Speler         | Score | Speler        |
| ------ | -------------- | ----- | ------------- |
| 4 dec. | Danny Noppert  | 5 – 2 | Frans Harmsen |
| 5 dec. | Scott Mitchell | 2 – 5 | Frans Harmsen |
| 5 dec. | Scott Mitchell | 5 – 4 | Danny Noppert |

| Nr. | Speler             | Wedstrijden | Wedstrijden | Wedstrijden | Legs | Legs | Legs  | Punten |
| --- | ------------------ | ----------- | ----------- | ----------- | ---- | ---- | ----- | ------ |
| Nr. | Speler             | G           | W           | V           | LV   | LT   | Saldo | Punten |
| 1   | Danny Noppert      | 2           | 1           | 1           | 9    | 7    | +2    | 2      |
| 2   | Frans Harmsen      | 2           | 1           | 1           | 7    | 7    | 0     | 2      |
| 3   | (3) Scott Mitchell | 2           | 1           | 1           | 7    | 9    | -2    | 2      |

#### Groep F
| Datum  | Speler          | Score | Speler             |
| ------ | --------------- | ----- | ------------------ |
| 4 dec. | Ross Montgomery | 3 – 5 | Darius Labanauskas |
| 5 dec. | Darryl Fitton   | 4 – 5 | Ross Montgomery    |
| 5 dec. | Darryl Fitton   | 5 – 3 | Darius Labanauskas |

| Nr. | Speler             | Wedstrijden | Wedstrijden | Wedstrijden | Legs | Legs | Legs  | Punten |
| --- | ------------------ | ----------- | ----------- | ----------- | ---- | ---- | ----- | ------ |
| Nr. | Speler             | G           | W           | V           | LV   | LT   | Saldo | Punten |
| 1   | (6) Darryl Fitton  | 2           | 1           | 1           | 9    | 8    | +1    | 2      |
| 2   | Darius Labanauskas | 2           | 1           | 1           | 9    | 8    | +1    | 2      |
| 3   | Ross Montgomery    | 2           | 1           | 1           | 8    | 9    | -1    | 2      |

#### Groep G
| Datum  | Speler           | Score | Speler           |
| ------ | ---------------- | ----- | ---------------- |
| 4 dec. | Remco van Eijden | 3 – 5 | Tony O'Shea      |
| 5 dec. | Geert De Vos     | 5 – 4 | Remco van Eijden |
| 5 dec. | Geert De Vos     | 3 – 5 | Tony O'Shea      |

| Nr. | Speler           | Wedstrijden | Wedstrijden | Wedstrijden | Legs | Legs | Legs  | Punten |
| --- | ---------------- | ----------- | ----------- | ----------- | ---- | ---- | ----- | ------ |
| Nr. | Speler           | G           | W           | V           | LV   | LT   | Saldo | Punten |
| 1   | Tony O'Shea      | 2           | 2           | 0           | 10   | 6    | 0     | 4      |
| 2   | (7) Geert De Vos | 2           | 1           | 1           | 8    | 9    | -1    | 2      |
| 3   | Remco van Eijden | 2           | 0           | 2           | 7    | 10   | -3    | 0      |

#### Groep H
| Datum  | Speler       | Score | Speler           |
| ------ | ------------ | ----- | ---------------- |
| 4 dec. | Gary Robson  | 4 – 5 | Richard Veenstra |
| 5 dec. | Martin Adams | 5 – 3 | Gary Robson      |
| 5 dec. | Martin Adams | 5 – 1 | Richard Veenstra |

| Nr. | Speler           | Wedstrijden | Wedstrijden | Wedstrijden | Legs | Legs | Legs  | Punten |
| --- | ---------------- | ----------- | ----------- | ----------- | ---- | ---- | ----- | ------ |
| Nr. | Speler           | G           | W           | V           | LV   | LT   | Saldo | Punten |
| 1   | (2) Martin Adams | 2           | 2           | 0           | 10   | 4    | +6    | 4      |
| 2   | Richard Veenstra | 2           | 1           | 1           | 6    | 9    | -3    | 2      |
| 3   | Gary Robson      | 2           | 0           | 2           | 7    | 10   | -3    | 0      |

### Knock-outfase
|  | Kwartfinale (best of 5 sets) 6 december | Kwartfinale (best of 5 sets) 6 december | Kwartfinale (best of 5 sets) 6 december |                      |                      | Halve finale (best of 5 sets) 6 december | Halve finale (best of 5 sets) 6 december | Halve finale (best of 5 sets) 6 december |  |  | Finale (best of 9 sets) 6 december | Finale (best of 9 sets) 6 december | Finale (best of 9 sets) 6 december |
|  |                                         |                                         |                                         |                      |                      |                                          |                                          |                                          |  |  |                                    |                                    |                                    |
|  | A1                                      | Jim Williams (89,04)                    | 3                                       |                      |                      |                                          |                                          |                                          |  |  |                                    |                                    |                                    |
|  | B1                                      | Brian Dawson (83,97)                    | 1                                       |                      |                      |                                          |                                          |                                          |  |  |                                    |                                    |                                    |
|  | B1                                      | Brian Dawson (83,97)                    | 1                                       |                      | A1                   | Jim Williams (90,06)                     | 0                                        |                                          |  |  |                                    |                                    |                                    |
|  |                                         |                                         |                                         |                      | A1                   | Jim Williams (90,06)                     | 0                                        |                                          |  |  |                                    |                                    |                                    |
|  |                                         | C1                                      | Glen Durrant (91,71)                    | 3                    |                      |                                          |                                          |                                          |  |  |                                    |                                    |                                    |
|  | C1                                      | C1                                      | Glen Durrant (91,71)                    | 3                    | Glen Durrant (99,06) | 3                                        |                                          |                                          |  |  |                                    |                                    |                                    |
|  | C1                                      |                                         |                                         |                      | Glen Durrant (99,06) | 3                                        |                                          |                                          |  |  |                                    |                                    |                                    |
|  | D1                                      | Martin Phillips (93,72)                 | 0                                       |                      |                      |                                          |                                          |                                          |  |  |                                    |                                    |                                    |
|  |                                         |                                         |                                         |                      |                      |                                          |                                          |                                          |  |  | C1                                 | Glen Durrant (100,89)              | 5                                  |
|  |                                         |                                         | H1                                      | Martin Adams (97,35) | 2                    |                                          |                                          |                                          |  |  |                                    |                                    |                                    |
|  | E1                                      | Danny Noppert (92,82)                   | 3                                       |                      |                      |                                          |                                          |                                          |  |  |                                    |                                    |                                    |
|  | F1                                      | Darryl Fitton (90,93)                   | 0                                       |                      |                      |                                          |                                          |                                          |  |  |                                    |                                    |                                    |
|  | F1                                      | Darryl Fitton (90,93)                   | 0                                       |                      | E1                   | Danny Noppert (93,51)                    | 1                                        |                                          |  |  |                                    |                                    |                                    |
|  |                                         |                                         |                                         |                      | E1                   | Danny Noppert (93,51)                    | 1                                        |                                          |  |  |                                    |                                    |                                    |
|  |                                         | H1                                      | Martin Adams (98,94)                    | 3                    |                      |                                          |                                          |                                          |  |  |                                    |                                    |                                    |
|  | G1                                      | H1                                      | Martin Adams (98,94)                    | 3                    | Tony O'Shea (91,14)  | 0                                        |                                          |                                          |  |  |                                    |                                    |                                    |
|  | G1                                      |                                         |                                         |                      | Tony O'Shea (91,14)  | 0                                        |                                          |                                          |  |  |                                    |                                    |                                    |
|  | H1                                      | Martin Adams (99,39)                    | 3                                       |                      |                      |                                          |                                          |                                          |  |  |                                    |                                    |                                    |

## Dames

### Groepsfase
- Alle wedstrijden first-to-5/best of 9 legs
- NB: G = Gespeeld; W = Gewonnen; V = Verloren; LV = Legs Voor; LT = Legs Tegen; Saldo = LV-LT

| Legenda kleuren in de tabellen           |
| ---------------------------------------- |
| Groepswinnaars gaan door naar de finale. |
| Uitgeschakeld                            |

##### Groep A
| Datum  | Speler          | Score | Speler          |
| ------ | --------------- | ----- | --------------- |
| 4 dec. | Aileen de Graaf | 4 – 1 | Trina Gulliver  |
| 5 dec. | Fallon Sherrock | 4 – 2 | Trina Gulliver  |
| 5 dec. | Fallon Sherrock | 4 – 3 | Aileen de Graaf |

| Nr. | Speler              | Wedstrijden | Wedstrijden | Wedstrijden | Legs | Legs | Legs  | Punten |
| --- | ------------------- | ----------- | ----------- | ----------- | ---- | ---- | ----- | ------ |
| Nr. | Speler              | G           | W           | V           | LV   | LT   | Saldo | Punten |
| 1   | (1) Fallon Sherrock | 2           | 2           | 0           | 8    | 5    | +3    | 4      |
| 2   | Aileen de Graaf     | 2           | 1           | 1           | 7    | 5    | +2    | 2      |
| 3   | Trina Gulliver      | 2           | 0           | 2           | 3    | 8    | -5    | 0      |

##### Groep B
| Datum  | Speler                 | Score | Speler                 |
| ------ | ---------------------- | ----- | ---------------------- |
| 4 dec. | Anastasia Dobromyslova | 4 – 2 | Sharon Prins           |
| 5 dec. | Deta Hedman            | 4 – 1 | Sharon Prins           |
| 5 dec. | Deta Hedman            | 1 – 4 | Anastasia Dobromyslova |

| Nr. | Speler                 | Wedstrijden | Wedstrijden | Wedstrijden | Legs | Legs | Legs  | Punten |
| --- | ---------------------- | ----------- | ----------- | ----------- | ---- | ---- | ----- | ------ |
| Nr. | Speler                 | G           | W           | V           | LV   | LT   | Saldo | Punten |
| 1   | Anastasia Dobromyslova | 2           | 2           | 0           | 8    | 3    | +5    | 4      |
| 2   | (2) Deta Hedman        | 2           | 1           | 1           | 5    | 5    | 0     | 2      |
| 3   | Sharon Prins           | 2           | 0           | 2           | 3    | 8    | -5    | 0      |

### Finale
| Datum  | Speler          | Gemiddelde | Score | Gemiddelde | Speler                 |
| ------ | --------------- | ---------- | ----- | ---------- | ---------------------- |
| 6 dec. | Fallon Sherrock | (88,41)    | 2 – 0 | (73,95)    | Anastasia Dobromyslova |

## Jeugd

### Groepsfase
- Alle wedstrijden first-to-5/best of 9 legs
- NB: G = Gespeeld; W = Gewonnen; V = Verloren; LV = Legs Voor; LT = Legs Tegen; Saldo = LV-LT

| Legenda kleuren in de tabellen           |
| ---------------------------------------- |
| Groepswinnaars gaan door naar de finale. |
| Uitgeschakeld                            |

#### Groep A
| Datum  | Speler         | Score | Speler        |
| ------ | -------------- | ----- | ------------- |
| 4 dec. | Geert Nentjes  | 0 – 4 | Callan Rydz   |
| 5 dec. | Maikel Verberk | 4 – 2 | Geert Nentjes |
| 5 dec. | Maikel Verberk | 4 – 3 | Callan Rydz   |

| Nr. | Speler         | Wedstrijden | Wedstrijden | Wedstrijden | Legs | Legs | Legs  | Punten |
| --- | -------------- | ----------- | ----------- | ----------- | ---- | ---- | ----- | ------ |
| Nr. | Speler         | G           | W           | V           | LV   | LT   | Saldo | Punten |
| 1   | Maikel Verberk | 2           | 2           | 0           | 8    | 5    | +3    | 4      |
| 2   | Callan Rydz    | 2           | 1           | 1           | 7    | 4    | +3    | 2      |
| 3   | Geert Nentjes  | 2           | 0           | 2           | 2    | 8    | -6    | 0      |

#### Groep B
| Datum  | Speler             | Score | Speler          |
| ------ | ------------------ | ----- | --------------- |
| 4 dec. | Jeffrey Ballast    | 3 – 4 | Job ten Heuvel  |
| 5 dec. | Justin van Tergouw | 4 – 2 | Jeffrey Ballast |
| 5 dec. | Justin van Tergouw | 4 – 1 | Job ten Heuvel  |

| Nr. | Speler             | Wedstrijden | Wedstrijden | Wedstrijden | Legs | Legs | Legs  | Punten |
| --- | ------------------ | ----------- | ----------- | ----------- | ---- | ---- | ----- | ------ |
| Nr. | Speler             | G           | W           | V           | LV   | LT   | Saldo | Punten |
| 1   | Justin van Tergouw | 2           | 2           | 0           | 8    | 3    | +5    | 4      |
| 2   | Job ten Heuvel     | 2           | 1           | 1           | 5    | 7    | -2    | 2      |
| 3   | Jeffrey Ballast    | 2           | 0           | 2           | 5    | 8    | -2    | 0      |

### Finale
| Datum  | Speler             | Gemiddelde | Score | Gemiddelde | Speler         |
| ------ | ------------------ | ---------- | ----- | ---------- | -------------- |
| 6 dec. | Justin van Tergouw | (91,77)    | 2 – 0 | (88,29)    | Maikel Verberk |